# Camp de réfugiés de Galang

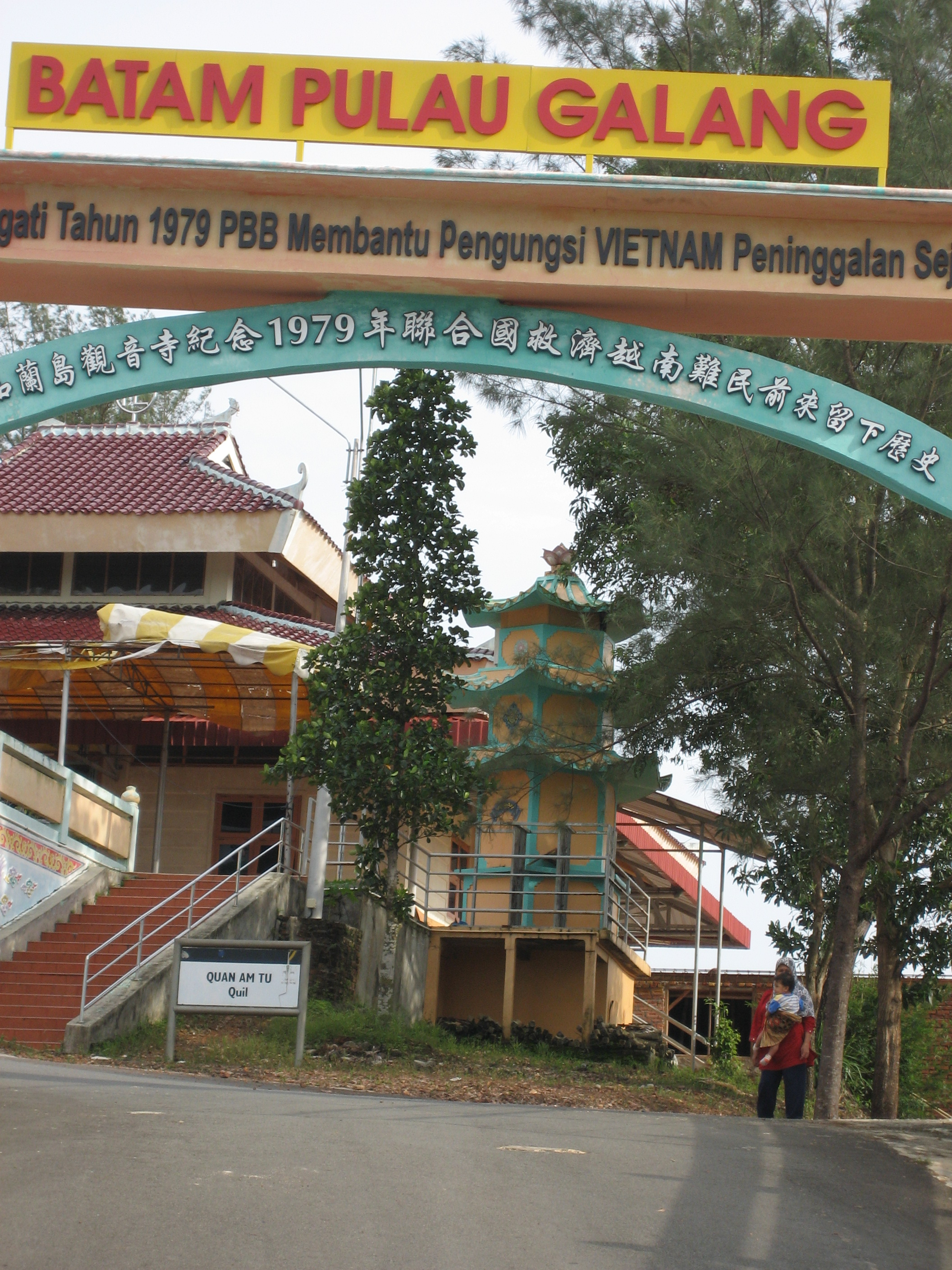
L'entrée du camp de réfugiés de Galang

Le camp de réfugiés de Galang a accueilli des réfugiés indochinois de 1979 à 1996 sur l'île de Galang Île dans la province indonésienne des Îles Riau. On estime que près de 250 000 réfugiés sont passés à Galang au cours de cette période.

## Organisation
Le camp de Galang avait deux sections :[Lesquelles ?]